# Jimmy Ponder
Jimmy Ponder, född 10 maj 1946 i Pittsburgh, Pennsylvania, död 16 september 2013 i Pittsburgh, Pennsylvania, var en amerikansk jazzgitarrist. Han är en av Wes Montgomerys lärjungar. Ponder använder inte plektrum utan spelar endast med tummen. Hans spelstil kännetecknas av oktavspel och ackordssolo. Ponder är en typisk representant för den stil som kom fram på 1960-talet som kallas "souljazz". Ponder har gjort omkring 20 album i eget namn. Ponder har spelat med Stanley Turrentine, Dr Lonnie Smith, Houston Person, Charles Earland, Lou Donaldson med flera.